# Лысенко, Николай Емельянович
Николай Емельянович Лысенко (1910—1943) — полковой комиссар Рабоче-крестьянской Красной Армии, участник Великой Отечественной войны, Герой Советского Союза (1940).

## Биография
Николай Лысенко родился в 1910 году в селе Софиевка (ныне — Золотоношский район Черкасской области Украины). После окончания неполной средней школы работал на шахте. Учился в школе фабрично-заводского ученичества. В 1939 году Лысенко был призван на службу в Рабоче-крестьянскую Красную Армию. Окончил военно-политическое училище. Участвовал в боях советско-финской войны, будучи политруком роты 255-го стрелкового полка 123-й стрелковой дивизии 7-й армии Северо-Западного фронта.
В бою за высоту к юго-западу от Выборга (ныне — территория Ленинградской области) Лысенко, несмотря на массированный огонь, поднял в атаку весь батальон, приняв активное участие в захвате высоты.
Указом Президиума Верховного Совета СССР от 21 марта 1940 года за «образцовое выполнение боевых заданий командования на фронте борьбы с финской белогвардейщиной и проявленные при этом отвагу и геройство» политрук Николай Лысенко был удостоен высокого звания Героя Советского Союза с вручением ордена Ленина и медали «Золотая Звезда» за номером 357.
Участвовал в боях Великой Отечественной войны. 18 января 1943 года Лысенко погиб в бою на территории Ростовской области. Похоронен в хуторе Верхний Митякин Тарасовского района Ростовской области.